# Roter Knopf
Roter Knopf – szczyt w grupie Schobergruppe, w Wysokich Taurach w Alpach Wschodnich. Leży w Austrii, na granicy Karyntii i Tyrolu Wschodniego. To drugi co do wysokości szczyt Schobergruppe, jednak najwyższemu szczytowi Petzeck ustępuje tylko o 2 metry. Leży między Böses Weibl na północy, a Glödis na południu.
Pierwszego wejścia, w 1872 r., dokonali J. Pöschl, K. Gorgasser i P. Groder.